# Station Reitan
Station Reitan is een station in  Reitan in de gemeente Holtålen in fylke Trøndelag  in  Noorwegen. Het station ligt aan Rørosbanen. Reitan werd in 1877 geopend en was een ontwerp van Peter Andreas Blix. 